# Giovanni De Weerd
Gio (Giovanni) De Weerd (Antwerpen, 29 maart 1968) is een Belgisch opleidings- en onderwijswetenschapper en publiceert over diverse onderwijsthema's. Hij volgde zijn regentaatsopleiding leraar aan het Onze-Lieve-Vrouwinstituut Pulhof. Hij weigerde legerdienst, werd actief gewetensbezwaarde en deed zijn gemeenschapsdienst op de kinderafdeling van het Sint-Vincentiusziekenhuis te Antwerpen. Na deze burgerdienst bleef hij actief in de vredesbewegingen zoals BurgerDienst voor de jeugd, Jeugd & Vrede (voorzitter). Van 2001 tot 2009 was hij algemeen secretaris van Pax Christi Vlaanderen (algemeen secretaris). Hij gaf les op de Provinciaal Technische Scholen Boom. en rondde zijn studies aan de Universiteit Antwerpen af in 2011 met een scriptie over vredeseducatie.
In 2012 werd hij directeur van de Stedelijke Academie voor Schone Kunsten (Lier) waar hij meewerkt aan de verdere (artistiek pedagogische) groei van deze onderwijsinstelling.
In 2021 werkt hij als coördinator voor CASTOR, Centrum Leren & Werken Duaal Leren met campussen in Vilvoorde, Anderlecht, Sint-Agatha-Berchem en Laken.